# Apetyt na życie
Apetyt na życie – polski serial obyczajowy, emitowany na antenie TVP2 od 1 marca do 8 czerwca 2010 w poniedziałki i wtorki o 19.00.

## Fabuła
Serial opowiada o perypetiach trzydziestolatków z Warszawy, których łączy wspólny biznes, i którzy poznali się i zaprzyjaźnili podczas studenckich „saksów” za granicą.

## Obsada
- Joanna Kupińska − Anna Winkler
- Daria Widawska − Lidia Rylska
- Maja Hirsch − Julia Mikas
- Karolina Piechota − Zuza Szukała
- Leszek Lichota − Witold Rylski
- Krystian Wieczorek − Mateusz Lesicki, mąż Alicji
- Ada Fijał − Alicja Lesicka
- Bartosz Porczyk − Maciej Budny
- Modest Ruciński − Darek Rosa
- Adrianna Chlebicka − Kasia Grudzińska
- Sambor Czarnota − Robert
- Franciszek Dziduch − Kamil Winkler, syn Anny
- Natalia Keber − Ada Lesicka, córka Alicji i Mateusza
- Oliwier Kruszyński − Jasiek Rylski, syn Lidii i Witolda
- Marta Lewandowska − Łucja Marciniak
- Anna Lucińska − stażystka Kasia
- Piotr Nowak − Olek
- Witold Oleksiak − dźwiękowiec
- Katarzyna Olszko − sekretarka
- Agnieszka Sienkiewicz − Małgosia
- Krzysztof Stelmaszyk − Szczepan Borecki, kochanek Julii
- Zofia Szymulewicz − Maja Rylska, córka Lidii i Witolda
- Marek Ślosarski − Leszek Kowal
- Bartłomiej Świderski − David, kochanek Alicji
- Agnieszka Wosińska − Krystyna Borecka, żona Szczepana
- Katarzyna Gniewkowska − Maryla Lohan, matka Alicji Lesickiej
- Marcin Kwaśny − Adam
- Lech Mackiewicz − Jacek Mercik
- Anna Gzyra − nauczycielka Ady
- Grzegorz Stosz − klient wypożyczalni
- Ryszard Chlebuś − sprzedawca
- Ksawery Szlenkier − doktor Mariusz Wróblewski
- Paweł Deląg − Roman
- Katarzyna Kołeczek − Paulina